# Fouriertransformation
Fouriertransformation også kaldet Fourierafbildning er en matematisk funktion der bruges inden for blandt andet signalbehandling. En Fouriertransformation benyttes til at omregne mellem et tidsdomæne (tidssignal) til et frekvensdomæne (superposition af frekvenser).
For eksempel kan man med Fouriertransformation "måle" hvilke rene toner, der indgår i en digital indspilning af en stump musik. Man kan betragte en Fouriertransformation som en måde at nedbryde en funktion, så alle dens frekvenskomponenter bliver adskilt i et frekvensspektrum. Omvendt vil en invers-Fouriertransformation af et spektrum ideelt set resultere i funktionen selv. Man kan sammenligne det med at tage en akkord (funktionen) og adskille den i de enkelte toner (frekvenser), som den indeholder.
Fouriertransformationen er en uendelig linearkombination af sinus og cosinus funktioner, omskrevet til komplekse funktioner. Den er opkaldt efter den franske matematiker Joseph Fourier.
Fourierrækker er et nært beslægtet område.

## Matematikken bag Fouriertransformationen
Fouriertransformation af et kontinuert-tidssignal {\displaystyle x(t)} er givet ved følgende integral:
{\displaystyle X(\omega )=\int _{-\infty }^{\infty }x(t)\,e^{-i\omega t}\,dt}.
Her er {\displaystyle \omega } vinkelfrekvensen, {\displaystyle e} er grundtallet for den naturlige logaritme og {\displaystyle i} er den imaginære enhed.
Denne operation betegnes også som Fourieranalyse.
Tilsvarende kan den inverse Fouriertransformation defineres som:
{\displaystyle x(t)={\frac {1}{2\pi }}\int _{-\infty }^{\infty }X(\omega )\,e^{i\omega t}\,d\omega }
Den inverse operation betegnes også som Fouriersyntese.
I mange sammenhænge er {\displaystyle x(t)} en reel funktion, mens {\displaystyle X(\omega )} ofte bliver til en kompleks funktion.
Bruger man den cykliske frekvens {\displaystyle \nu =\omega /2\pi } i stedet for vinkelfrekvensen {\displaystyle \omega } får man Fourierintegralerne til at blive:
{\displaystyle X(\nu )=\int _{-\infty }^{\infty }x(t)\,e^{-i2\pi \nu t}\,dt}
{\displaystyle x(t)=\int _{-\infty }^{\infty }X(\nu )\,e^{i2\pi \nu t}\,d\nu }
Med Eulers formel kan man omskrive Fourierintegralerne så de bliver udtrykt med sinus og cosinus funktionerne:
{\displaystyle {\begin{aligned}X(\omega )&=\int _{-\infty }^{\infty }x(t)\,e^{-i\omega t}\,dt\\&=\int _{-\infty }^{\infty }x(t)\,(\cos(\omega t)-i\sin(\omega t))\,dt\\&=\int _{-\infty }^{\infty }x(t)\,\cos(\omega t)\,dt-i\int _{-\infty }^{\infty }x(t)\,\sin(\omega t)\,dt\\\end{aligned}}\,}

### Alternative definitioner
Fouriertransformationen og dens inverse transformation kan også defineres på andre måder:
{\displaystyle X(\omega )=a\int _{-\infty }^{\infty }x(t)\,e^{-i\omega t}\,dt}.
{\displaystyle x(t)=b\int _{-\infty }^{\infty }X(\omega )\,e^{i\omega t}\,d\omega }
Her skal det gælde at {\displaystyle ab=1/(2\pi )}.
Indenfor visse områder bruger man følgende normalisering: {\displaystyle a=b=1/{\sqrt {2\pi }}}.

### Diskret Fouriertransformation
Hvis tiden {\displaystyle t} og (vinkel)frekvensen {\displaystyle \omega } bliver diskretiseret og er endelige taler man om diskret Fouriertransformation (DFT).
DFT udføres sædvanligvis med en hurtig algoritme kaldet FFT efter engelsk fast Fourier transform.
Den diskrete Fouriertransformation kan defineres som:
{\displaystyle X[k]=\sum _{n=0}^{N-1}x[n]\,e^{-i2\pi kn/N},\quad k=0,1,\ldots ,N-1}
Den tilsvarende inverse diskrete Fouriertransformation defineres da som
{\displaystyle x[n]={\frac {1}{N}}\sum _{k=0}^{N-1}X[k]\,e^{i2\pi kn/N},\quad n=0,1,\ldots ,N-1.}

## Tabel over vigtige Fouriertransformationer
De følgende tabeller viser nogle closed-form Fouriertransformationer. For funktioner f(x), g(x) og h(x) vises deres Fouriertransformationer ved henholdsvis {\displaystyle {\hat {f}}}, {\displaystyle {\hat {g}}} og {\displaystyle {\hat {h}}}. Kun de tre mest almindelige Fouriertransformationskonventioner er inkluderet.
Det kan være nyttigt at bemærke at 105 giver en sammenhæng mellem en Fouriertransformation af en funktion og den oprindelige funktion, hvilket kan ses ved sammenhængen mellem Fouriertransformation og dens inverse.

### Funktionelle sammenhænge
Fouriertransformationer i denne tabel kan findes i Erdélyi1954 eller Kammler2000.
|     | Funktion                                                                  | Fouriertransformation unitær, ordinær frekvens | Fouriertransformation unitær, angulær frekvens | Fouriertransformation ikke-unitær, angulær frekvens | Bemærkninger |
| --- | ------------------------------------------------------------------------- | --- | --- | --- | --- |
|     | {\displaystyle \displaystyle f(x)\,}                                      | {\displaystyle \displaystyle {\hat {f}}(\xi )=} {\displaystyle \displaystyle \int _{-\infty }^{\infty }f(x)e^{-2\pi ix\xi }\,dx}                                                        | {\displaystyle \displaystyle {\hat {f}}(\omega )=} {\displaystyle \displaystyle {\frac {1}{\sqrt {2\pi }}}\int _{-\infty }^{\infty }f(x)e^{-i\omega x}\,dx}                             | {\displaystyle \displaystyle {\hat {f}}(\nu )=} {\displaystyle \displaystyle \int _{-\infty }^{\infty }f(x)e^{-i\nu x}\,dx}                                                             | Definition |
| 101 | {\displaystyle \displaystyle a\cdot f(x)+b\cdot g(x)\,}                   | {\displaystyle \displaystyle a\cdot {\hat {f}}(\xi )+b\cdot {\hat {g}}(\xi )\,} | {\displaystyle \displaystyle a\cdot {\hat {f}}(\omega )+b\cdot {\hat {g}}(\omega )\,}                                                                                                   | {\displaystyle \displaystyle a\cdot {\hat {f}}(\nu )+b\cdot {\hat {g}}(\nu )\,} | Linaritet |
| 102 | {\displaystyle \displaystyle f(x-a)\,}                                    | {\displaystyle \displaystyle e^{-2\pi ia\xi }{\hat {f}}(\xi )\,} | {\displaystyle \displaystyle e^{-ia\omega }{\hat {f}}(\omega )\,} | {\displaystyle \displaystyle e^{-ia\nu }{\hat {f}}(\nu )\,} | Parallelforskydning i tidsdomænet |
| 103 | {\displaystyle \displaystyle f(x)e^{iax}\,}                               | {\displaystyle \displaystyle {\hat {f}}\left(\xi -{\frac {a}{2\pi }}\right)\,} | {\displaystyle \displaystyle {\hat {f}}(\omega -a)\,} | {\displaystyle \displaystyle {\hat {f}}(\nu -a)\,} | Parallelforskydning i frekvensdomænet, duale af 102 |
| 104 | {\displaystyle \displaystyle f(ax)\,}                                     | {\displaystyle \displaystyle {\frac {1}{\|a\|}}{\hat {f}}\left({\frac {\xi }{a}}\right)\,}                                                                                              | {\displaystyle \displaystyle {\frac {1}{\|a\|}}{\hat {f}}\left({\frac {\omega }{a}}\right)\,}                                                                                           | {\displaystyle \displaystyle {\frac {1}{\|a\|}}{\hat {f}}\left({\frac {\nu }{a}}\right)\,}                                                                                              | Skalering i tidsdomænet. Hvis {\displaystyle \displaystyle \|a\|\,} er stor, så er {\displaystyle \displaystyle f(ax)\,} koncentreret omkring 0 og {\displaystyle \displaystyle {\frac {1}{\|a\|}}{\hat {f}}\left({\frac {\omega }{a}}\right)\,} spredes ud - og trykkes mod ordinataksen. |
| 105 | {\displaystyle \displaystyle {\hat {f}}(x)\,}                             | {\displaystyle \displaystyle f(-\xi )\,} | {\displaystyle \displaystyle f(-\omega )\,} | {\displaystyle \displaystyle 2\pi f(-\nu )\,} | Dualitet. |
| 106 | {\displaystyle \displaystyle {\frac {d^{n}f(x)}{dx^{n}}}\,}               | {\displaystyle \displaystyle (2\pi i\xi )^{n}{\hat {f}}(\xi )\,} | {\displaystyle \displaystyle (i\omega )^{n}{\hat {f}}(\omega )\,} | {\displaystyle \displaystyle (i\nu )^{n}{\hat {f}}(\nu )\,} | |
| 107 | {\displaystyle \displaystyle x^{n}f(x)\,}                                 | {\displaystyle \displaystyle \left({\frac {i}{2\pi }}\right)^{n}{\frac {d^{n}{\hat {f}}(\xi )}{d\xi ^{n}}}\,}                                                                           | {\displaystyle \displaystyle i^{n}{\frac {d^{n}{\hat {f}}(\omega )}{d\omega ^{n}}}} | {\displaystyle \displaystyle i^{n}{\frac {d^{n}{\hat {f}}(\nu )}{d\nu ^{n}}}} | Dette er den duale af 106 |
| 108 | {\displaystyle \displaystyle (f*g)(x)\,}                                  | {\displaystyle \displaystyle {\hat {f}}(\xi ){\hat {g}}(\xi )\,} | {\displaystyle \displaystyle {\sqrt {2\pi }}{\hat {f}}(\omega ){\hat {g}}(\omega )\,}                                                                                                   | {\displaystyle \displaystyle {\hat {f}}(\nu ){\hat {g}}(\nu )\,} | |
| 109 | {\displaystyle \displaystyle f(x)g(x)\,}                                  | {\displaystyle \displaystyle ({\hat {f}}*{\hat {g}})(\xi )\,} | {\displaystyle \displaystyle ({\hat {f}}*{\hat {g}})(\omega ) \over {\sqrt {2\pi }}\,}                                                                                                  | {\displaystyle \displaystyle {\frac {1}{2\pi }}({\hat {f}}*{\hat {g}})(\nu )\,} | Dette er den duale af 108 |
| 110 | For {\displaystyle \displaystyle f(x)\,} rent reelle funktioner           | {\displaystyle \displaystyle {\hat {f}}(-\xi )={\overline {{\hat {f}}(\xi )}}\,} | {\displaystyle \displaystyle {\hat {f}}(-\omega )={\overline {{\hat {f}}(\omega )}}\,}                                                                                                  | {\displaystyle \displaystyle {\hat {f}}(-\nu )={\overline {{\hat {f}}(\nu )}}\,} | Hermitisk symmetri. |
| 111 | For {\displaystyle \displaystyle f(x)\,} med rent reelle lige funktioner  | {\displaystyle \displaystyle {\hat {f}}(\omega )}, {\displaystyle \displaystyle {\hat {f}}(\xi )} og {\displaystyle \displaystyle {\hat {f}}(\nu )\,} er rent reelle lige funktioner.   | {\displaystyle \displaystyle {\hat {f}}(\omega )}, {\displaystyle \displaystyle {\hat {f}}(\xi )} og {\displaystyle \displaystyle {\hat {f}}(\nu )\,} er rent reelle lige funktioner.   | {\displaystyle \displaystyle {\hat {f}}(\omega )}, {\displaystyle \displaystyle {\hat {f}}(\xi )} og {\displaystyle \displaystyle {\hat {f}}(\nu )\,} er rent reelle lige funktioner.   | |
| 112 | For {\displaystyle \displaystyle f(x)\,} med rent reelle ulige funktioner | {\displaystyle \displaystyle {\hat {f}}(\omega )}, {\displaystyle \displaystyle {\hat {f}}(\xi )} og {\displaystyle \displaystyle {\hat {f}}(\nu )} er rene imaginære ulige funktioner. | {\displaystyle \displaystyle {\hat {f}}(\omega )}, {\displaystyle \displaystyle {\hat {f}}(\xi )} og {\displaystyle \displaystyle {\hat {f}}(\nu )} er rene imaginære ulige funktioner. | {\displaystyle \displaystyle {\hat {f}}(\omega )}, {\displaystyle \displaystyle {\hat {f}}(\xi )} og {\displaystyle \displaystyle {\hat {f}}(\nu )} er rene imaginære ulige funktioner. | |
| 113 | {\displaystyle \displaystyle {\overline {f(x)}}}                          | {\displaystyle \displaystyle {\overline {{\hat {f}}(-\xi )}}} | {\displaystyle \displaystyle {\overline {{\hat {f}}(-\omega )}}} | {\displaystyle \displaystyle {\overline {{\hat {f}}(-\nu )}}} | Kompleks konjugation, generalisering af 110 |
| 114 | {\displaystyle \displaystyle f(x)\cos(ax)}                                | {\displaystyle \displaystyle {\frac {\displaystyle {\hat {f}}\left(\xi -{\frac {a}{2\pi }}\right)+{\hat {f}}\left(\xi +{\frac {a}{2\pi }}\right)}{2}}}                                  | {\displaystyle \displaystyle {\frac {{\hat {f}}(\omega -a)+{\hat {f}}(\omega +a)}{2}}\,}                                                                                                | {\displaystyle \displaystyle {\frac {{\hat {f}}(\nu -a)+{\hat {f}}(\nu +a)}{2}}} | |
| 115 | {\displaystyle \displaystyle f(x)\sin(ax)}                                | {\displaystyle \displaystyle {\frac {\displaystyle {\hat {f}}\left(\xi -{\frac {a}{2\pi }}\right)-{\hat {f}}\left(\xi +{\frac {a}{2\pi }}\right)}{2i}}}                                 | {\displaystyle \displaystyle {\frac {{\hat {f}}(\omega -a)-{\hat {f}}(\omega +a)}{2i}}}                                                                                                 | {\displaystyle \displaystyle {\frac {{\hat {f}}(\nu -a)-{\hat {f}}(\nu +a)}{2i}}} | |

### Kvadratisk-integrable funktioner
Fouriertransformationer i denne tabel kan findes i CampbellFoster1948, Erdélyi1954 eller appendiks af Kammler2000.
|     | Funktion                                                              | Fouriertransformation unitær, ordinær frekvens | Fouriertransformation unitær, angulær frekvens | Fouriertransformation ikke-unitær, angulær frekvens | Bemærkninger        |
| --- | --------------------------------------------------------------------- | --- | --- | --- | ------------------- |
|     | {\displaystyle \displaystyle f(x)}                                    | {\displaystyle \displaystyle {\hat {f}}(\xi )=} {\displaystyle \displaystyle \int _{-\infty }^{\infty }f(x)e^{-2\pi ix\xi }\,dx}                                         | {\displaystyle \displaystyle {\hat {f}}(\omega )=} {\displaystyle \displaystyle {\frac {1}{\sqrt {2\pi }}}\int _{-\infty }^{\infty }f(x)e^{-i\omega x}\,dx} | {\displaystyle \displaystyle {\hat {f}}(\nu )=} {\displaystyle \displaystyle \int _{-\infty }^{\infty }f(x)e^{-i\nu x}\,dx}                                 |                     |
| 201 | {\displaystyle \displaystyle \operatorname {rect} (ax)\,}             | {\displaystyle \displaystyle {\frac {1}{\|a\|}}\cdot \operatorname {sinc} \left({\frac {\xi }{a}}\right)}                                                                | {\displaystyle \displaystyle {\frac {1}{\sqrt {2\pi a^{2}}}}\cdot \operatorname {sinc} \left({\frac {\omega }{2\pi a}}\right)}                              | {\displaystyle \displaystyle {\frac {1}{\|a\|}}\cdot \operatorname {sinc} \left({\frac {\nu }{2\pi a}}\right)}                                              |                     |
| 202 | {\displaystyle \displaystyle \operatorname {sinc} (ax)\,}             | {\displaystyle \displaystyle {\frac {1}{\|a\|}}\cdot \operatorname {rect} \left({\frac {\xi }{a}}\right)\,}                                                              | {\displaystyle \displaystyle {\frac {1}{\sqrt {2\pi a^{2}}}}\cdot \operatorname {rect} \left({\frac {\omega }{2\pi a}}\right)}                              | {\displaystyle \displaystyle {\frac {1}{\|a\|}}\cdot \operatorname {rect} \left({\frac {\nu }{2\pi a}}\right)}                                              | Duale af regel 201. |
| 203 | {\displaystyle \displaystyle \operatorname {sinc} ^{2}(ax)}           | {\displaystyle \displaystyle {\frac {1}{\|a\|}}\cdot \operatorname {tri} \left({\frac {\xi }{a}}\right)}                                                                 | {\displaystyle \displaystyle {\frac {1}{\sqrt {2\pi a^{2}}}}\cdot \operatorname {tri} \left({\frac {\omega }{2\pi a}}\right)}                               | {\displaystyle \displaystyle {\frac {1}{\|a\|}}\cdot \operatorname {tri} \left({\frac {\nu }{2\pi a}}\right)}                                               |                     |
| 204 | {\displaystyle \displaystyle \operatorname {tri} (ax)}                | {\displaystyle \displaystyle {\frac {1}{\|a\|}}\cdot \operatorname {sinc} ^{2}\left({\frac {\xi }{a}}\right)\,}                                                          | {\displaystyle \displaystyle {\frac {1}{\sqrt {2\pi a^{2}}}}\cdot \operatorname {sinc} ^{2}\left({\frac {\omega }{2\pi a}}\right)}                          | {\displaystyle \displaystyle {\frac {1}{\|a\|}}\cdot \operatorname {sinc} ^{2}\left({\frac {\nu }{2\pi a}}\right)}                                          | Duale af regel 203. |
| 205 | {\displaystyle \displaystyle e^{-ax}u(x)\,}                           | {\displaystyle \displaystyle {\frac {1}{a+2\pi i\xi }}} | {\displaystyle \displaystyle {\frac {1}{{\sqrt {2\pi }}(a+i\omega )}}}                                                                                      | {\displaystyle \displaystyle {\frac {1}{a+i\nu }}} |                     |
| 206 | {\displaystyle \displaystyle e^{-\alpha x^{2}}\,}                     | {\displaystyle \displaystyle {\sqrt {\frac {\pi }{\alpha }}}\cdot e^{-{\frac {(\pi \xi )^{2}}{\alpha }}}}                                                                | {\displaystyle \displaystyle {\frac {1}{\sqrt {2\alpha }}}\cdot e^{-{\frac {\omega ^{2}}{4\alpha }}}}                                                       | {\displaystyle \displaystyle {\sqrt {\frac {\pi }{\alpha }}}\cdot e^{-{\frac {\nu ^{2}}{4\alpha }}}}                                                        |                     |
| 207 | {\displaystyle \displaystyle \operatorname {e} ^{-a\|x\|}\,}          | {\displaystyle \displaystyle {\frac {2a}{a^{2}+4\pi ^{2}\xi ^{2}}}} | {\displaystyle \displaystyle {\sqrt {\frac {2}{\pi }}}\cdot {\frac {a}{a^{2}+\omega ^{2}}}}                                                                 | {\displaystyle \displaystyle {\frac {2a}{a^{2}+\nu ^{2}}}}                                                                                                  |                     |
| 208 | {\displaystyle \displaystyle \operatorname {sech} (ax)\,}             | {\displaystyle \displaystyle {\frac {\pi }{a}}\operatorname {sech} \left({\frac {\pi ^{2}}{a}}\xi \right)}                                                               | {\displaystyle \displaystyle {\frac {1}{a}}{\sqrt {\frac {\pi }{2}}}\operatorname {sech} \left({\frac {\pi }{2a}}\omega \right)}                            | {\displaystyle \displaystyle {\frac {\pi }{a}}\operatorname {sech} \left({\frac {\pi }{2a}}\nu \right)}                                                     |                     |
| 209 | {\displaystyle \displaystyle e^{-{\frac {a^{2}x^{2}}{2}}}H_{n}(ax)\,} | {\displaystyle \displaystyle {\frac {{\sqrt {2\pi }}(-i)^{n}}{a}}} {\displaystyle \cdot e^{-{\frac {2\pi ^{2}\xi ^{2}}{a^{2}}}}H_{n}\left({\frac {2\pi \xi }{a}}\right)} | {\displaystyle \displaystyle {\frac {(-i)^{n}}{a}}} {\displaystyle \cdot e^{-{\frac {\omega ^{2}}{2a^{2}}}}H_{n}\left({\frac {\omega }{a}}\right)}          | {\displaystyle \displaystyle {\frac {(-i)^{n}{\sqrt {2\pi }}}{a}}} {\displaystyle \cdot e^{-{\frac {\nu ^{2}}{2a^{2}}}}H_{n}\left({\frac {\nu }{a}}\right)} |                     |

### Fordelinger
Fouriertransformationer i denne tabel kan findes i Erdélyi1954 eller appendiks i Kammler2000.
|     | Funktion | Fouriertransformation unitær, ordinær frekvens | Fouriertransformation unitær, angulær frekvens | Fouriertransformation ikke-unitær, angulær frekvens                                                                                               | Bemærkninger                                          |
| --- | --- | --- | --- | --- | ----------------------------------------------------- |
|     | {\displaystyle \displaystyle f(x)} | {\displaystyle \displaystyle {\hat {f}}(\xi )=} {\displaystyle \displaystyle \int _{-\infty }^{\infty }f(x)e^{-2\pi ix\xi }\,dx}                         | {\displaystyle \displaystyle {\hat {f}}(\omega )=} {\displaystyle \displaystyle {\frac {1}{\sqrt {2\pi }}}\int _{-\infty }^{\infty }f(x)e^{-i\omega x}\,dx}                        | {\displaystyle \displaystyle {\hat {f}}(\nu )=} {\displaystyle \displaystyle \int _{-\infty }^{\infty }f(x)e^{-i\nu x}\,dx}                       |                                                       |
| 301 | {\displaystyle \displaystyle 1} | {\displaystyle \displaystyle \delta (\xi )} | {\displaystyle \displaystyle {\sqrt {2\pi }}\cdot \delta (\omega )} | {\displaystyle \displaystyle 2\pi \delta (\nu )}                                                                                                  | Fordelingen δ(ξ) henviser til Diracs deltafunktion.   |
| 302 | {\displaystyle \displaystyle \delta (x)\,} | {\displaystyle \displaystyle 1} | {\displaystyle \displaystyle {\frac {1}{\sqrt {2\pi }}}\,} | {\displaystyle \displaystyle 1} | Duale af regel 301.                                   |
| 303 | {\displaystyle \displaystyle e^{iax}} | {\displaystyle \displaystyle \delta \left(\xi -{\frac {a}{2\pi }}\right)}                                                                                | {\displaystyle \displaystyle {\sqrt {2\pi }}\cdot \delta (\omega -a)} | {\displaystyle \displaystyle 2\pi \delta (\nu -a)}                                                                                                | Dette følger af 103 og 301.                           |
| 304 | {\displaystyle \displaystyle \cos(ax)} | {\displaystyle \displaystyle {\frac {\displaystyle \delta \left(\xi -{\frac {a}{2\pi }}\right)+\delta \left(\xi +{\frac {a}{2\pi }}\right)}{2}}}         | {\displaystyle \displaystyle {\sqrt {2\pi }}\cdot {\frac {\delta (\omega -a)+\delta (\omega +a)}{2}}\,}                                                                            | {\displaystyle \displaystyle \pi \left(\delta (\nu -a)+\delta (\nu +a)\right)}                                                                    |                                                       |
| 305 | {\displaystyle \displaystyle \sin(ax)} | {\displaystyle \displaystyle {\frac {\displaystyle \delta \left(\xi -{\frac {a}{2\pi }}\right)-\delta \left(\xi +{\frac {a}{2\pi }}\right)}{2i}}}        | {\displaystyle \displaystyle {\sqrt {2\pi }}\cdot {\frac {\delta (\omega -a)-\delta (\omega +a)}{2i}}}                                                                             | {\displaystyle \displaystyle -i\pi \left(\delta (\nu -a)-\delta (\nu +a)\right)}                                                                  |                                                       |
| 306 | {\displaystyle \displaystyle \cos(ax^{2})} | {\displaystyle \displaystyle {\sqrt {\frac {\pi }{a}}}\cos \left({\frac {\pi ^{2}\xi ^{2}}{a}}-{\frac {\pi }{4}}\right)}                                 | {\displaystyle \displaystyle {\frac {1}{\sqrt {2a}}}\cos \left({\frac {\omega ^{2}}{4a}}-{\frac {\pi }{4}}\right)}                                                                 | {\displaystyle \displaystyle {\sqrt {\frac {\pi }{a}}}\cos \left({\frac {\pi ^{2}\nu ^{2}}{a}}-{\frac {\pi }{4}}\right)}                          |                                                       |
| 307 | {\displaystyle \displaystyle \sin(ax^{2})\,}                                                                                                   | {\displaystyle \displaystyle -{\sqrt {\frac {\pi }{a}}}\sin \left({\frac {\pi ^{2}\xi ^{2}}{a}}-{\frac {\pi }{4}}\right)}                                | {\displaystyle \displaystyle {\frac {-1}{\sqrt {2a}}}\sin \left({\frac {\omega ^{2}}{4a}}-{\frac {\pi }{4}}\right)}                                                                | {\displaystyle \displaystyle -{\sqrt {\frac {\pi }{a}}}\sin \left({\frac {\pi ^{2}\nu ^{2}}{a}}-{\frac {\pi }{4}}\right)}                         |                                                       |
| 308 | {\displaystyle \displaystyle x^{n}\,} | {\displaystyle \displaystyle \left({\frac {i}{2\pi }}\right)^{n}\delta ^{(n)}(\xi )\,}                                                                   | {\displaystyle \displaystyle i^{n}{\sqrt {2\pi }}\delta ^{(n)}(\omega )\,} | {\displaystyle \displaystyle 2\pi i^{n}\delta ^{(n)}(\nu )\,}                                                                                     |                                                       |
| 309 | {\displaystyle \displaystyle {\frac {1}{x}}}                                                                                                   | {\displaystyle \displaystyle -i\pi \operatorname {sgn}(\xi )}                                                                                            | {\displaystyle \displaystyle -i{\sqrt {\frac {\pi }{2}}}\operatorname {sgn}(\omega )}                                                                                              | {\displaystyle \displaystyle -i\pi \operatorname {sgn}(\nu )}                                                                                     |                                                       |
| 310 | {\displaystyle \displaystyle {\frac {1}{x^{n}}}:=} {\displaystyle \displaystyle {\frac {(-1)^{n-1}}{(n-1)!}}{\frac {d^{n}}{dx^{n}}}\log \|x\|} | {\displaystyle \displaystyle -i\pi {\frac {(-2\pi i\xi )^{n-1}}{(n-1)!}}\operatorname {sgn}(\xi )}                                                       | {\displaystyle \displaystyle -i{\sqrt {\frac {\pi }{2}}}\cdot {\frac {(-i\omega )^{n-1}}{(n-1)!}}\operatorname {sgn}(\omega )}                                                     | {\displaystyle \displaystyle -i\pi {\frac {(-i\nu )^{n-1}}{(n-1)!}}\operatorname {sgn}(\nu )}                                                     |                                                       |
| 311 | {\displaystyle \displaystyle \|x\|^{\alpha }\,}                                                                                                | {\displaystyle \displaystyle -2{\frac {\sin(\pi \alpha /2)\Gamma (\alpha +1)}{\|2\pi \xi \|^{\alpha +1}}}}                                               | {\displaystyle \displaystyle {\frac {-2}{\sqrt {2\pi }}}{\frac {\sin(\pi \alpha /2)\Gamma (\alpha +1)}{\|\omega \|^{\alpha +1}}}}                                                  | {\displaystyle \displaystyle -2{\frac {\sin(\pi \alpha /2)\Gamma (\alpha +1)}{\|\nu \|^{\alpha +1}}}}                                             |                                                       |
|     | {\displaystyle {\frac {1}{\sqrt {\|x\|}}}\,}                                                                                                   | {\displaystyle {\frac {1}{\sqrt {\|\xi \|}}}} | {\displaystyle {\frac {1}{\sqrt {\|\omega \|}}}} | {\displaystyle {\frac {\sqrt {2\pi }}{\sqrt {\|\nu \|}}}}                                                                                         | Specielt tilfælde af 311.                             |
| 312 | {\displaystyle \displaystyle \operatorname {sgn}(x)}                                                                                           | {\displaystyle \displaystyle {\frac {1}{i\pi \xi }}} | {\displaystyle \displaystyle {\sqrt {\frac {2}{\pi }}}{\frac {1}{i\omega }}} | {\displaystyle \displaystyle {\frac {2}{i\nu }}}                                                                                                  | Den duale af regel 309.                               |
| 313 | {\displaystyle \displaystyle u(x)} | {\displaystyle \displaystyle {\frac {1}{2}}\left({\frac {1}{i\pi \xi }}+\delta (\xi )\right)}                                                            | {\displaystyle \displaystyle {\sqrt {\frac {\pi }{2}}}\left({\frac {1}{i\pi \omega }}+\delta (\omega )\right)}                                                                     | {\displaystyle \displaystyle \pi \left({\frac {1}{i\pi \nu }}+\delta (\nu )\right)}                                                               |                                                       |
| 314 | {\displaystyle \displaystyle \sum _{n=-\infty }^{\infty }\delta (x-nT)}                                                                        | {\displaystyle \displaystyle {\frac {1}{T}}\sum _{k=-\infty }^{\infty }\delta \left(\xi -{\frac {k}{T}}\right)}                                          | {\displaystyle \displaystyle {\frac {\sqrt {2\pi }}{T}}\sum _{k=-\infty }^{\infty }\delta \left(\omega -{\frac {2\pi k}{T}}\right)}                                                | {\displaystyle \displaystyle {\frac {2\pi }{T}}\sum _{k=-\infty }^{\infty }\delta \left(\nu -{\frac {2\pi k}{T}}\right)}                          |                                                       |
| 315 | {\displaystyle \displaystyle J_{0}(x)} | {\displaystyle \displaystyle {\frac {2\,\operatorname {rect} (\pi \xi )}{\sqrt {1-4\pi ^{2}\xi ^{2}}}}}                                                  | {\displaystyle \displaystyle {\sqrt {\frac {2}{\pi }}}\cdot {\frac {\operatorname {rect} \left(\displaystyle {\frac {\omega }{2}}\right)}{\sqrt {1-\omega ^{2}}}}}                 | {\displaystyle \displaystyle {\frac {2\,\operatorname {rect} \left(\displaystyle {\frac {\nu }{2}}\right)}{\sqrt {1-\nu ^{2}}}}}                  |                                                       |
| 316 | {\displaystyle \displaystyle J_{n}(x)} | {\displaystyle \displaystyle {\frac {2(-i)^{n}T_{n}(2\pi \xi )\operatorname {rect} (\pi \xi )}{\sqrt {1-4\pi ^{2}\xi ^{2}}}}}                            | {\displaystyle \displaystyle {\sqrt {\frac {2}{\pi }}}{\frac {(-i)^{n}T_{n}(\omega )\operatorname {rect} \left(\displaystyle {\frac {\omega }{2}}\right)}{\sqrt {1-\omega ^{2}}}}} | {\displaystyle \displaystyle {\frac {2(-i)^{n}T_{n}(\nu )\operatorname {rect} \left(\displaystyle {\frac {\nu }{2}}\right)}{\sqrt {1-\nu ^{2}}}}} | Dette er en generalisering af 315.                    |
| 317 | {\displaystyle \displaystyle \log \left\|x\right\|}                                                                                            | {\displaystyle \displaystyle -{\frac {1}{2}}{\frac {1}{\left\|\xi \right\|}}-\gamma \delta \left(\xi \right)}                                            | {\displaystyle \displaystyle -{\frac {\sqrt {\pi /2}}{\left\|\omega \right\|}}-{\sqrt {2\pi }}\gamma \delta \left(\omega \right)}                                                  | {\displaystyle \displaystyle -{\frac {\pi }{\left\|\nu \right\|}}-2\pi \gamma \delta \left(\nu \right)}                                           | {\displaystyle \gamma } er Euler–Mascheroni konstant. |
| 318 | {\displaystyle \displaystyle \left(\mp ix\right)^{-\alpha }}                                                                                   | {\displaystyle \displaystyle {\frac {\left(2\pi \right)^{\alpha }}{\Gamma \left(\alpha \right)}}u\left(\pm \xi \right)\left(\pm \xi \right)^{\alpha -1}} | {\displaystyle \displaystyle {\frac {\sqrt {2\pi }}{\Gamma \left(\alpha \right)}}u\left(\pm \omega \right)\left(\pm \omega \right)^{\alpha -1}}                                    | {\displaystyle \displaystyle {\frac {2\pi }{\Gamma \left(\alpha \right)}}u\left(\pm \nu \right)\left(\pm \nu \right)^{\alpha -1}}                 |                                                       |

### To-dimensionelle funktioner
|     | Funktion                                                                  | Fouriertransformation unitær, ordinær frekvens                                                                                                  | Fouriertransformation unitær, angulær frekvens | Fouriertransformation ikke-unitær, angulær frekvens                                                                                        |
| --- | ------------------------------------------------------------------------- | --- | --- | --- |
| 400 | {\displaystyle \displaystyle f(x,y)}                                      | {\displaystyle \displaystyle {\hat {f}}(\xi _{x},\xi _{y})=} {\displaystyle \displaystyle \iint f(x,y)e^{-2\pi i(\xi _{x}x+\xi _{y}y)}\,dx\,dy} | {\displaystyle \displaystyle {\hat {f}}(\omega _{x},\omega _{y})=} {\displaystyle \displaystyle {\frac {1}{2\pi }}\iint f(x,y)e^{-i(\omega _{x}x+\omega _{y}y)}\,dx\,dy} | {\displaystyle \displaystyle {\hat {f}}(\nu _{x},\nu _{y})=} {\displaystyle \displaystyle \iint f(x,y)e^{-i(\nu _{x}x+\nu _{y}y)}\,dx\,dy} |
| 401 | {\displaystyle \displaystyle e^{-\pi \left(a^{2}x^{2}+b^{2}y^{2}\right)}} | {\displaystyle \displaystyle {\frac {1}{\|ab\|}}e^{-\pi \left(\xi _{x}^{2}/a^{2}+\xi _{y}^{2}/b^{2}\right)}}                                    | {\displaystyle \displaystyle {\frac {1}{2\pi \cdot \|ab\|}}e^{\frac {-\left(\omega _{x}^{2}/a^{2}+\omega _{y}^{2}/b^{2}\right)}{4\pi }}}                                 | {\displaystyle \displaystyle {\frac {1}{\|ab\|}}e^{\frac {-\left(\nu _{x}^{2}/a^{2}+\nu _{y}^{2}/b^{2}\right)}{4\pi }}}                    |
| 402 | {\displaystyle \displaystyle \mathrm {circ} ({\sqrt {x^{2}+y^{2}}})}      | {\displaystyle \displaystyle {\frac {J_{1}\left(2\pi {\sqrt {\xi _{x}^{2}+\xi _{y}^{2}}}\right)}{\sqrt {\xi _{x}^{2}+\xi _{y}^{2}}}}}           | {\displaystyle \displaystyle {\frac {J_{1}\left({\sqrt {\omega _{x}^{2}+\omega _{y}^{2}}}\right)}{\sqrt {\omega _{x}^{2}+\omega _{y}^{2}}}}}                             | {\displaystyle \displaystyle {\frac {2\pi J_{1}\left({\sqrt {\nu _{x}^{2}+\nu _{y}^{2}}}\right)}{\sqrt {\nu _{x}^{2}+\nu _{y}^{2}}}}}      |

### Formler for generellen-dimensionelle funktioner
|     | Funktion | Fouriertransformation unitær, ordinær frekvens | Fouriertransformation unitær, angulær frekvens | Fouriertransformation ikke-unitær, angulær frekvens |
| --- | --- | --- | --- | --- |
| 500 | {\displaystyle \displaystyle f(\mathbf {x} )\,} | {\displaystyle \displaystyle {\hat {f}}({\boldsymbol {\xi }})=} {\displaystyle \displaystyle \int _{\mathbf {R} ^{n}}f(\mathbf {x} )e^{-2\pi i\mathbf {x} \cdot {\boldsymbol {\xi }}}\,d^{n}\mathbf {x} } | {\displaystyle \displaystyle {\hat {f}}({\boldsymbol {\omega }})=} {\displaystyle \displaystyle {\frac {1}{{(2\pi )}^{n/2}}}\int _{\mathbf {R} ^{n}}f(\mathbf {x} )e^{-i{\boldsymbol {\omega }}\cdot \mathbf {x} }\,d^{n}\mathbf {x} } | {\displaystyle \displaystyle {\hat {f}}({\boldsymbol {\nu }})=} {\displaystyle \displaystyle \int _{\mathbf {R} ^{n}}f(\mathbf {x} )e^{-i\mathbf {x} \cdot {\boldsymbol {\nu }}}\,d^{n}\mathbf {x} }            |
| 501 | {\displaystyle \displaystyle \chi _{[0,1]}(\|\mathbf {x} \|)(1-\|\mathbf {x} \|^{2})^{\delta }} | {\displaystyle \displaystyle \pi ^{-\delta }\Gamma (\delta +1)\|{\boldsymbol {\xi }}\|^{-n/2-\delta }} {\displaystyle \displaystyle \times J_{n/2+\delta }(2\pi \|{\boldsymbol {\xi }}\|)}                | {\displaystyle \displaystyle 2^{-\delta }\Gamma (\delta +1)\left\|{\boldsymbol {\omega }}\right\|^{-n/2-\delta }} {\displaystyle \displaystyle \times J_{n/2+\delta }(\|{\boldsymbol {\omega }}\|)}                                    | {\displaystyle \displaystyle \pi ^{-\delta }\Gamma (\delta +1)\left\|{\frac {\boldsymbol {\nu }}{2\pi }}\right\|^{-n/2-\delta }} {\displaystyle \displaystyle \times J_{n/2+\delta }(\|{\boldsymbol {\nu }}\|)} |
| 502 | {\displaystyle \displaystyle \|\mathbf {x} \|^{-\alpha },\quad 0<\operatorname {Re} \alpha <n.} | {\displaystyle \displaystyle c_{n-\alpha ,n}(2\pi )^{\alpha -n}\|{\boldsymbol {\xi }}\|^{-(n-\alpha )}}                                                                                                   | {\displaystyle \displaystyle c_{n-\alpha ,n}(2\pi )^{-n/2}\|{\boldsymbol {\omega }}\|^{-(n-\alpha )}} | {\displaystyle \displaystyle c_{n-\alpha ,n}\|{\boldsymbol {\nu }}\|^{-(n-\alpha )}} |
| 503 | {\displaystyle \displaystyle {\frac {1}{\left\\|{\boldsymbol {\sigma }}\right\\|\left(2\pi \right)^{n/2}}}e^{-{\frac {1}{2}}\mathbf {x} ^{\mathrm {T} }{\boldsymbol {\sigma }}^{-\mathrm {T} }{\boldsymbol {\sigma }}^{-1}\mathbf {x} }} | | | {\displaystyle \displaystyle e^{-{\frac {1}{2}}{\boldsymbol {\nu }}^{\mathrm {T} }{\boldsymbol {\sigma }}{\boldsymbol {\sigma }}^{\mathrm {T} }{\boldsymbol {\nu }}}}                                           |
| 504 | {\displaystyle \displaystyle e^{-2\pi \alpha \|\mathbf {x} \|}} | {\displaystyle c_{n}{\frac {\alpha }{(\alpha ^{2}+\|\xi \|^{2})^{(n+1)/2}}}} | | |